# 夏古灣
76°7′S 162°24′E / 76.117°S 162.400°E
夏古灣（英語：Charcot Cove），是南極洲的海岬，位於維多利亞地的斯科特海岸，處於布魯斯角和希基角之間，由英國探險隊發現，現時由南極條約體系管理。